# شلوقة (وادي يانة)
بلدية شلوقة في وادي يانة أو (نقحرة: سانلوكار دي غواديانا) (بالإسبانية: Sanlúcar de Guadiana) هي بلدية تقع في مقاطعة ولبة التابعة لمنطقة أندلوسيا جنوب إسبانيا.

## الديموغرافيا
بلغ عدد سكان بلدية شلوقة في وادي يانة 440 نسمة عام 2011 (وفقاً للمعهد الوطني الإسباني للإحصاء).
| 392 | 397 | 392 | 379 | 378 | 367 | 440 |